# Transit Ridge
Transit Ridge ist ein 6 km langer Gebirgskamm im ostantarktischen Viktorialand. Er erstreckt sich von der Royal Society Range in östlicher Richtung zwischen dem Spring-Gletscher und dem Mitchell-Gletscher.
Das New Zealand Geographic Board benannte ihn 1993 nach einem Transittheodolit, einem Gerät für geodätische Vermessungen.